# خط طول 15° شرق
خط طول 15° شرق هو أحد خطوط الطول الجغرافية، والتي تمتد من القطب الشمالي الجغرافي إلى القطب الجنوبي الجغرافي، وحسب التحويل الزمني يتقدم خط طول 15° شرق عن خط غرينتش بـ1 ساعات و0 دقائق.

## من القطب إلى القطب

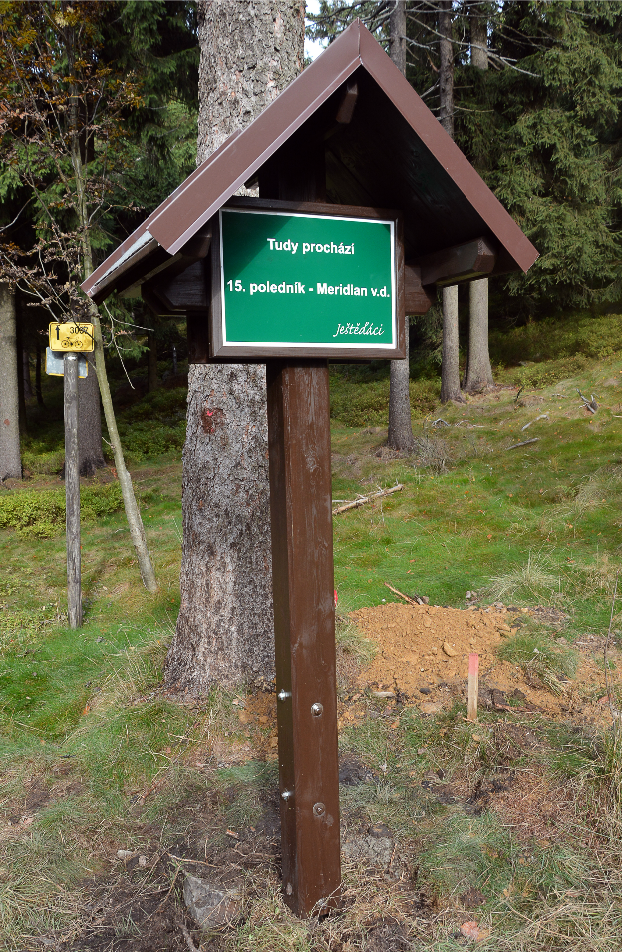
Wooden mark of the 15th meridian east مرورا عبر the Ještěd-Kozákov Ridge. Made by local group called Ještěďáci.

ينطلق خط طول 15° شرق من القطب الشمالي نحو القطب الجنوبي مرورا بالمناطق التي ترد في الجدول التالي:
| الإحداثيات                         | البلد أو الإقليم أو البحر   | ملاحظات |
| ---------------------------------- | --------------------------- | --- |
| 90°0′N 15°0′E / 90.000°N 15.000°E  | المحيط المتجمد الشمالي      | |
| 79°42′N 15°0′E / 79.700°N 15.000°E | النرويج                     | جزيرة سبيتسبرغن، سفالبارد |
| 79°8′N 15°0′E / 79.133°N 15.000°E  | المحيط الأطلسي              | بحر غرينلاند بحر النرويج |
| 68°51′N 15°0′E / 68.850°N 15.000°E | النرويج                     | جزر Langøya, جزيرة آستفوغي [لغات أخرى]‏ و هينويا                                                                                              |
| 68°16′N 15°0′E / 68.267°N 15.000°E | مضيق فستفجوردين [لغات أخرى]‏ | |
| 67°59′N 15°0′E / 67.983°N 15.000°E | النرويج                     | جزيرة Engeløya و the mainland |
| 66°9′N 15°0′E / 66.150°N 15.000°E  | السويد                      | |
| 56°9′N 15°0′E / 56.150°N 15.000°E  | بحر البلطيق                 | |
| 55°11′N 15°0′E / 55.183°N 15.000°E | الدنمارك                    | جزيرة بورنهولم |
| 55°0′N 15°0′E / 55.000°N 15.000°E  | بحر البلطيق                 | |
| 54°5′N 15°0′E / 54.083°N 15.000°E  | بولندا                      | |
| 51°19′N 15°0′E / 51.317°N 15.000°E | ألمانيا                     | لحوالي 16 km near غورليتس |
| 51°10′N 15°0′E / 51.167°N 15.000°E | بولندا                      | |
| 51°1′N 15°0′E / 51.017°N 15.000°E  | جمهورية التشيك              | لحوالي 3 km |
| 50°59′N 15°0′E / 50.983°N 15.000°E | بولندا                      | لحوالي 6 km |
| 50°56′N 15°0′E / 50.933°N 15.000°E | جمهورية التشيك              | A mark in the pavement is found in يندريخوف هرادتس, but the precise place is 100m to the West.[1]                                            |
| 49°1′N 15°0′E / 49.017°N 15.000°E  | النمسا                      | |
| 46°37′N 15°0′E / 46.617°N 15.000°E | سلوفينيا                    | Almost corresponds to the middle line of the country in the direction west-east. A memorial has been set up in the village of Vrhtrebnje.[2] |
| 45°30′N 15°0′E / 45.500°N 15.000°E | كرواتيا                     | Mainland, و the جزر Pag، Sestrunj وDugi otok                                                                                                 |
| 44°2′N 15°0′E / 44.033°N 15.000°E  | البحر الأبيض المتوسط        | البحر الأدرياتيكي |
| 42°0′N 15°0′E / 42.000°N 15.000°E  | إيطاليا                     | |
| 40°12′N 15°0′E / 40.200°N 15.000°E | البحر الأبيض المتوسط        | البحر التيراني |
| 38°23′N 15°0′E / 38.383°N 15.000°E | إيطاليا                     | جزيرة فولكانو |
| 38°22′N 15°0′E / 38.367°N 15.000°E | البحر الأبيض المتوسط        | البحر التيراني |
| 38°9′N 15°0′E / 38.150°N 15.000°E  | إيطاليا                     | جزيرة صقلية |
| 36°42′N 15°0′E / 36.700°N 15.000°E | البحر الأبيض المتوسط        | |
| 32°25′N 15°0′E / 32.417°N 15.000°E | ليبيا                       | |
| 23°0′N 15°0′E / 23.000°N 15.000°E  | تشاد                        | لحوالي 1 km - the meridian just passes through the country's most north-westerly point                                                       |
| 22°59′N 15°0′E / 22.983°N 15.000°E | النيجر                      | |
| 16°22′N 15°0′E / 16.367°N 15.000°E | تشاد                        | مرورا عبر بحيرة تشاد مرورا بغرب انجمينا |
| 12°7′N 15°0′E / 12.117°N 15.000°E  | الكاميرون                   | |
| 10°0′N 15°0′E / 10.000°N 15.000°E  | تشاد                        | |
| 8°41′N 15°0′E / 8.683°N 15.000°E   | الكاميرون                   | |
| 6°45′N 15°0′E / 6.750°N 15.000°E   | جمهورية إفريقيا الوسطى      | |
| 4°25′N 15°0′E / 4.417°N 15.000°E   | الكاميرون                   | |
| 2°1′N 15°0′E / 2.017°N 15.000°E    | جمهورية الكونغو             | |
| 4°35′S 15°0′E / 4.583°S 15.000°E   | جمهورية الكونغو الديمقراطية | |
| 5°52′S 15°0′E / 5.867°S 15.000°E   | أنغولا                      | |
| 17°23′S 15°0′E / 17.383°S 15.000°E | ناميبيا                     | |
| 23°21′S 15°0′E / 23.350°S 15.000°E | المحيط الأطلسي              | |
| 60°0′S 15°0′E / 60.000°S 15.000°E  | المحيط الجنوبي              | |
| 69°15′S 15°0′E / 69.250°S 15.000°E | القارة القطبية الجنوبية     | أرض الملكة مود، المطالب الإقليمية بالقارة القطبية الجنوبية by النرويج                                                                        |